# Enoplosus
Enoplosus is een monotypisch geslacht van straalvinnige vissen uit de familie van enoplosiden (Enoplosidae).

## Soort
- Enoplosus armatus (White, 1790)